# Ночера-Суперьоре
Ночера-Суперьоре (итал. Nocera Superiore) — город в Италии, располагается в регионе Кампания, в провинции Салерно.
Население составляет 23 837 человек (на 2001 г.), плотность населения составляет 1542,30 чел./км². Занимает площадь 14,71 км². Почтовый индекс — 84015. Телефонный код — 081.
Покровителем коммуны почитается святой Кир Александрийский, врач безмездный. Праздник ежегодно празднуется 31 января.